# Bordolano
Bordolano là một đô thị ở tỉnh Cremona, vùng Lombardia của Italia, có vị trí cách khoảng 70 km về phía đông nam của Milan và khoảng 15 km về phía bắc của Cremona. Tại thời điểm ngày 31 tháng 12 năm 2004, đô thị này có dân số 591 người và diện tích là 8,1 km².
Bordolano giáp các đô thị: Casalbuttano ed Uniti, Castelvisconti, Corte de' Cortesi con Cignone, Quinzano d'Oglio.